# Podgaj
Podgaj je naselje v Občini Šentjur.